# 喀里多尼亞鬼鮋
喀里多尼亞鬼鮋（学名：Inimicus caledonicus）為輻鰭魚綱鮋形目鮋亞目毒鮋科的其中一種，為熱帶海水魚，分布於東印度洋安達曼群島及尼科巴群島、西太平洋澳洲、巴布亞紐幾內亞、新喀理多尼亞海域，棲息深度15-60公尺，體長可達25公分，棲息在砂泥底質底層水域，生活習性不明，具有毒性。